# Saint-André-Capcèze
Saint-André-Capcèze este o comună în departamentul Lozère din sudul Franței. În 2009 avea o populație de 169 de locuitori.

## Evoluția populației
| An        | 1975 | 1982 | 1990 | 1999 | 2006 | 2009 |
| --------- | ---- | ---- | ---- | ---- | ---- | ---- |
| Populație | 112  | 104  | 113  | 145  | 174  | 169  |